# Leonhard Vogt

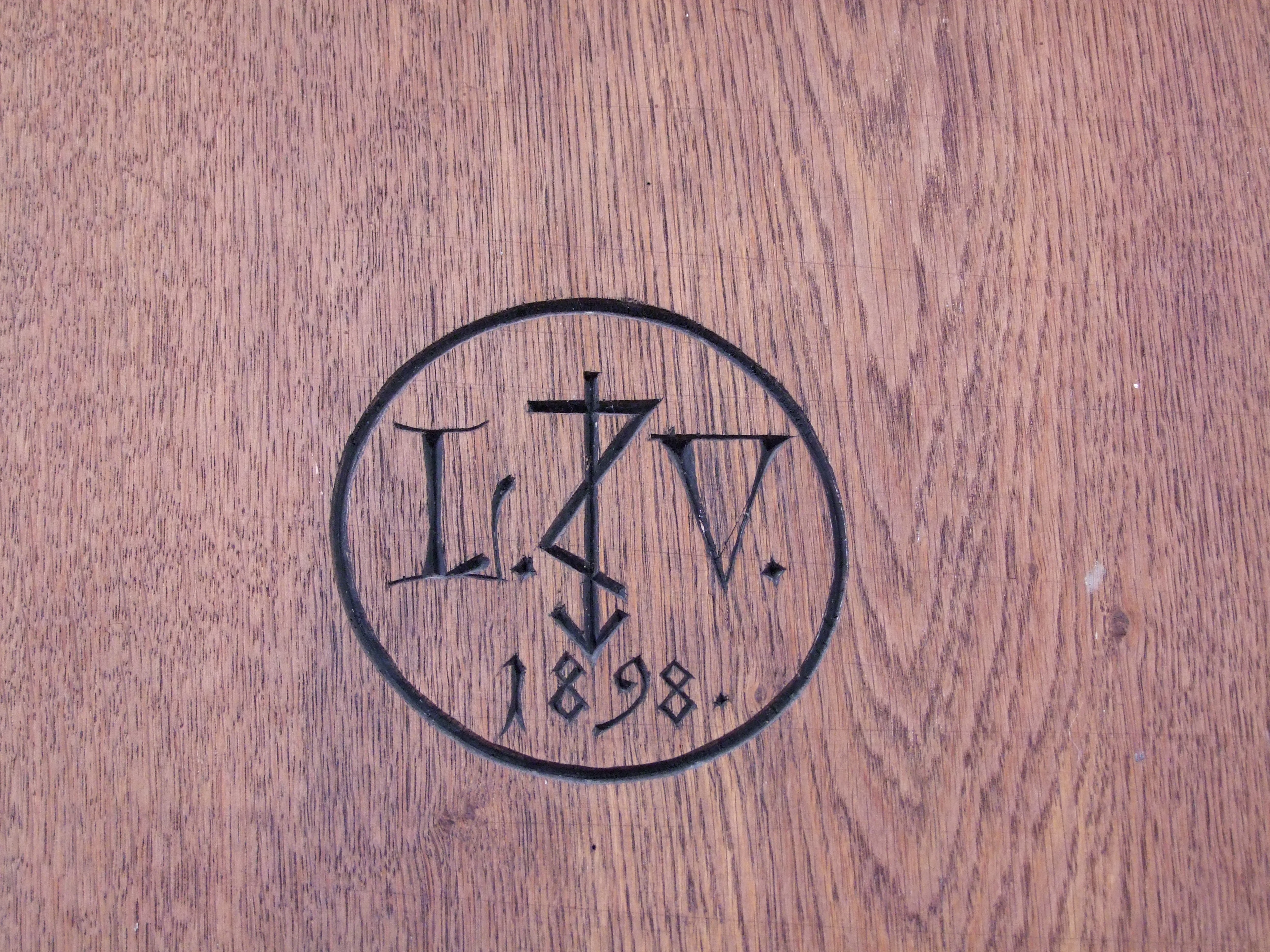
Signatur Vogts am Altar in Dickenreishausen

Leonhard Vogt (eigentlich Johann Leonhard Vogt; * 25. November 1837 in Memmingen; † 26. April 1928 ebenda) war ein deutscher Kunstschreiner, Altarbauer und Bildhauer.
Neben der kunstgewerblichen Herstellung von Möbeln entstanden in seinem Atelier am Ende des 19. und Anfang des 20. Jahrhunderts zahlreiche Kirchenausstattungsstücke wie Altäre, Kanzeln und Taufsteine, die dem Stil des Historismus zuzuordnen sind. Die von ihm geschaffenen Ausstattungen befinden sich hauptsächlich in evangelischen Kirchen im bayerischen Regierungsbezirk Schwaben und nehmen vor allem für den Raum des Dekanats Memmingen ab den 1880er Jahren eine kirchenlandschaftsprägende Stellung innerhalb der protestantischen Kunst des Historismus ein.

## Leben und Werk

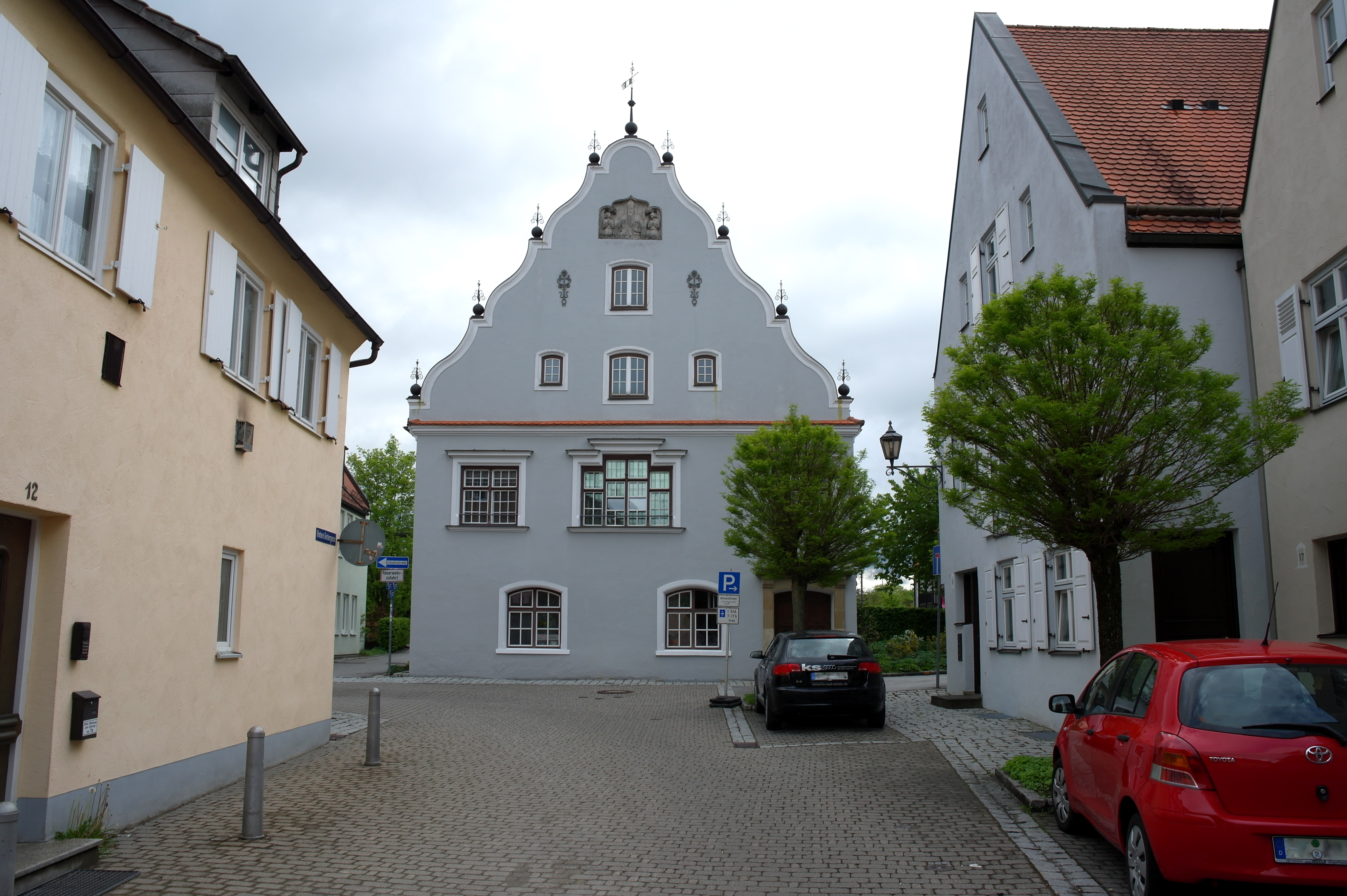
Vogthaus (Hintere Gerbergasse 13)

Vogt wurde im oberschwäbischen Memmingen geboren. Er stammte aus einer traditionsreichen Schreinerfamilie, die sich in Memmingen bis ins 18. Jahrhundert zurückverfolgen lässt. Wie sein gleichnamiger Vater, der bereits 1841 verstarb, erlernte auch er das Schreinerhandwerk. Am 1. Februar 1861 meldete er seinen eigenen Betrieb im Haus Nr. 749 in der Hinteren Gerbergasse (heute Hausnummer 13) an. In diesem, als Vogthaus bezeichneten Gebäude, hatte Leonhard Vogt seine eigene Werkstatt und Wohnung. Am 8. September 1864 heiratete er seine Frau Mathilde (geborene Sturm), mit der er insgesamt fünf Kinder hatte: Johann Leonhard (1865), Aline Mathilde (1866), Wilhelmine (1870), Emma (1874) und Karl (1880). Nachdem am 19. September 1901 der väterliche Betrieb an den erstgeborenen Sohn Johann Leonhard jr. überging, zog sich Vogt allmählich aus dem Berufsleben zurück und lebte bis zu seinem Tod am 26. April 1928 in seiner Heimatstadt als Privatier.
Auch sein zweiter Sohn Karl Vogt trat das künstlerische Erbe des Vaters an und erhielt hierfür eine Ausbildung zum akademischen Bildhauer bei der Bildhauerschule Eberle an der königlichen Akademie der Bildenden Künste in München, der er am 21. Oktober 1901 beitrat.

### Das Atelier für christliche Kunst

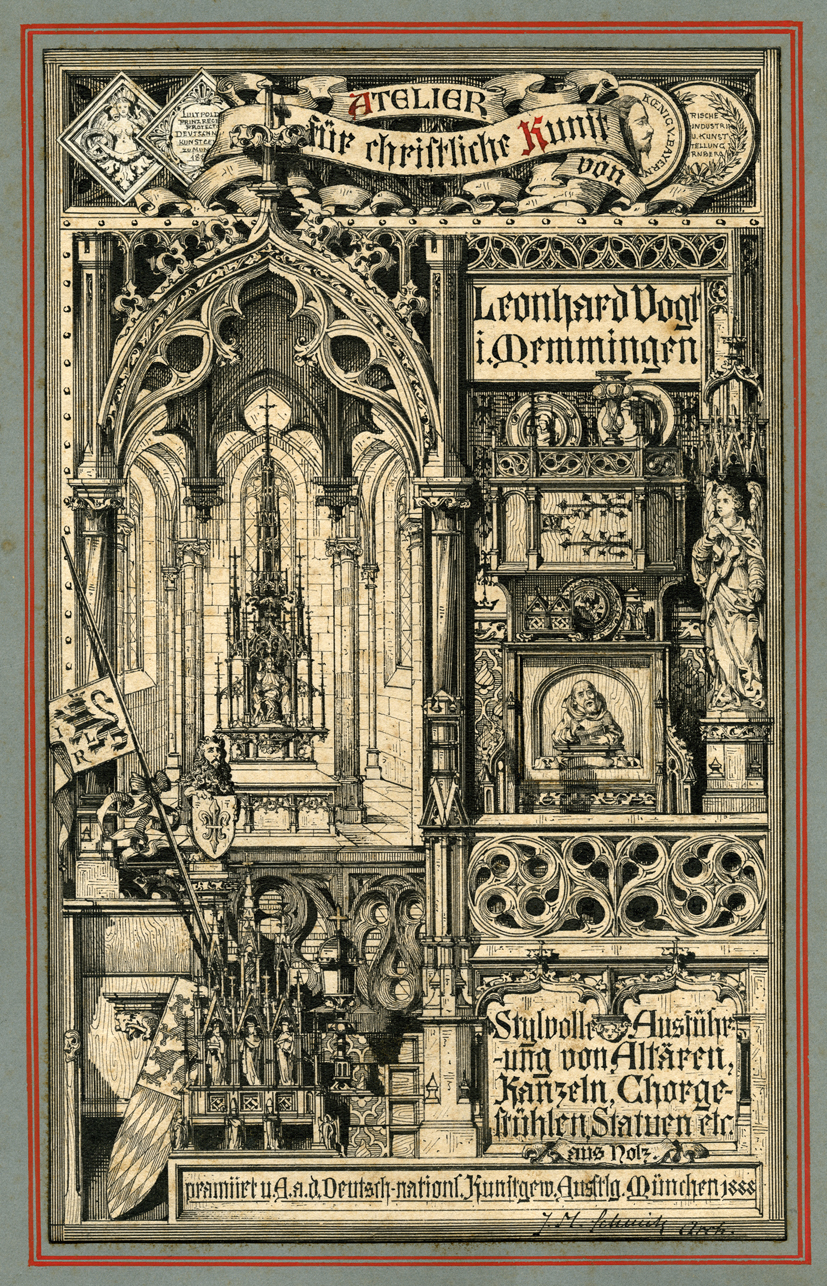
Werbeinserat des Ateliers für christliche Kunst aus dem Christlichen Kunstblatt von 1890

Wie seine Vorfahren und Verwandten war Leonhard Vogt zunächst als Bau- und Möbelschreiner beschäftigt. Im Jahr 1881 erhielt er ein vom Regierungspräsidium gewährtes Stipendium für den Besuch der Zeichenschule in Partenkirchen. Danach wandelte Vogt sein Unternehmen in eine Kunstschreinerei um, die neben dem Schreinereibetrieb auch eine eigene Bildhauerwerkstatt sowie eine kunstgewerbliche Möbelfabrikation im Haus Nr. 578 in der Kramerstraße (heute Hausnummer 27) beinhaltete. Die Außenstelle in der Kramerstraße enthielt auch ein Magazin für den Handel mit verschiedenen Holzwaren.
Neben der kunstgewerblichen Möbelproduktion wurden in der Werkstatt Leonhard Vogts ab diesem Zeitpunkt vor allem Kirchenausstattungen, überwiegend für protestantische Kirchen, produziert. Das Unternehmen wurde nun unter dem Namen Atelier für christliche Kunst geführt und beworben, was einem ganzseitigen Werbeinserat aus dem Christlichen Kunstblatt des Jahrgangs 1890 zu entnehmen ist. Dieses Inserat ist ein „Pasticcio aus gotischen Formen und Versatzstücken, es zeigt u. a. den Blick in einen gotischen Chor mit einem himmelsstürmenden, filigranen Altar.“
Das Atelier für christliche Kunst war hauptsächlich auf die Anfertigung historistischer Kirchenausstattungen spezialisiert. So schreibt Reiner Sörries, die Altäre Vogts seien „in neugotischen Formen gehalten und orientieren sich bewußt an mittelalterlichen, deutschen Vorbildern“, was voll und ganz dem zeitgenössischen Kunstverständnis des späten 19. Jahrhunderts entsprach. Im Gegensatz zur im Allgemeinen vom Nazarenertum geprägten Tendenz in der Kirchenkunst des ausgehenden 19. Jahrhunderts, enthalten die Vogt’schen Altäre jedoch keine Retabelbilder, sondern sind fast ausnahmslos skulptural geschmückt und boten damit der nazarenischen Kunst keinen Raum. Neben den überwiegend neugotischen Ausstattungsstücken gehörten aber auch andere historisierende Stile, wie beispielsweise der Neubarock, zum Repertoire der Vogt’schen Werkstätte.

### Werk

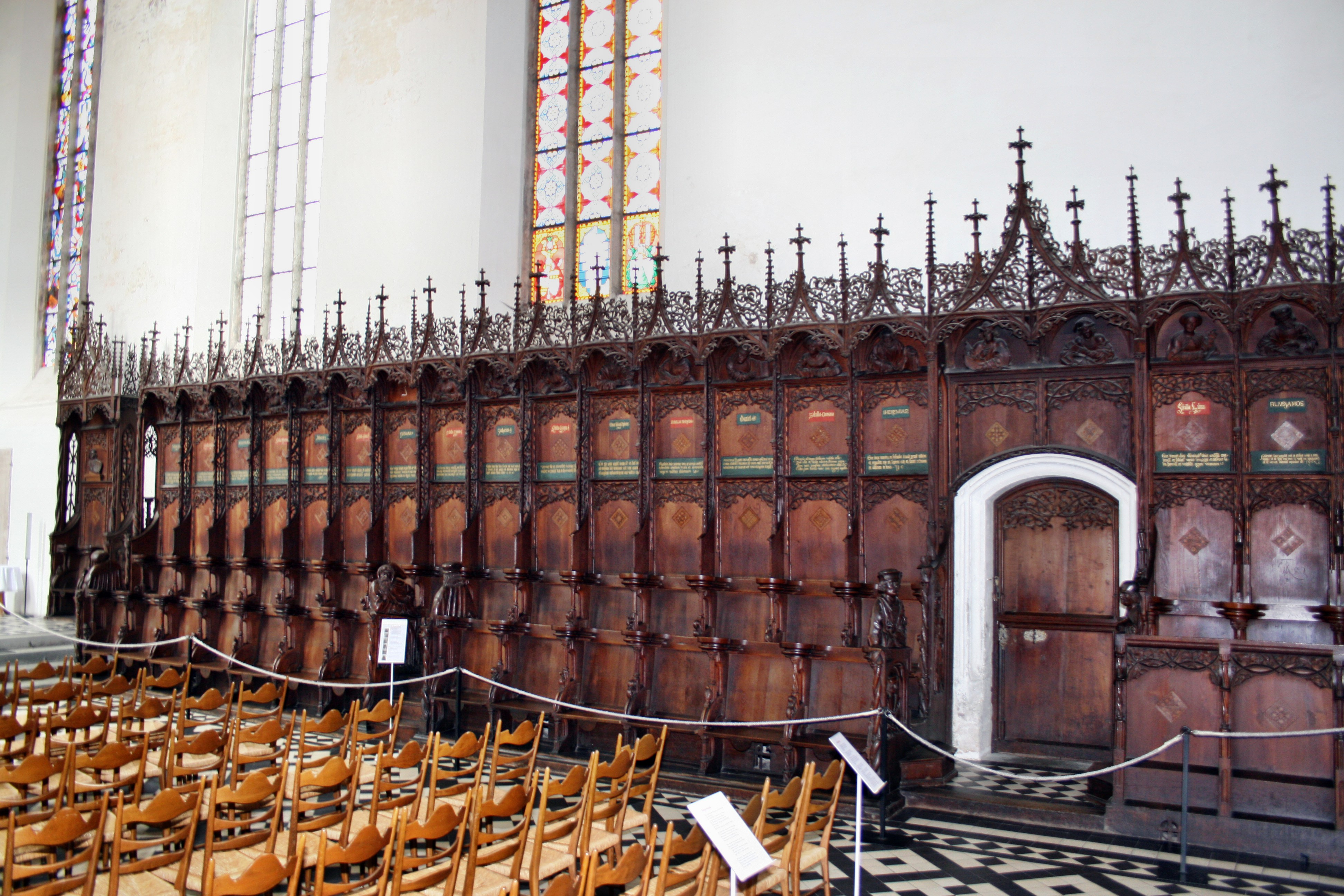
Hans Stark und Hans Herlin, spätgotisches Chorgestühl (1501–1507), Chor, St. Martin, Memmingen

Das Atelier Leonhard Vogts gewann seit den späten 1880er Jahren, vor allem im schwäbisch protestantischen Raum, immer mehr an Einfluss. So stammen bezeichnenderweise fast alle historistischen Kirchenausstattungsstücke am Ende des 19. Jahrhunderts in diesem Gebiet von ihm. Im Dekanat Memmingen wurden sogar alle sakralen Neuausstattungen protestantischer Kirchen ab dieser Zeit von Vogt bzw. seiner Werkstatt ausgeführt. So entstanden bis ins beginnende 20. Jahrhundert hinein zahlreiche Arbeiten, die durch Signaturen, Rechnungsbelege und Entwurfszeichnungen Leonhard Vogt zugeschrieben werden können.
Das erste nachweisbare Werk Vogts ist der 1887 für die Kinderlehrkirche in Memmingen gefertigte Altar. Es folgten zahlreiche weitere Ausstattungsstücke für einige der evangelisch-lutherischen Gemeinden, die historisch zum Herrschaftsgebiet dieser ehemals freien Reichsstadt gehörten. Darunter Woringen (1892), Frickenhausen (1893), Arlesried (1896) und Dickenreishausen (1898).

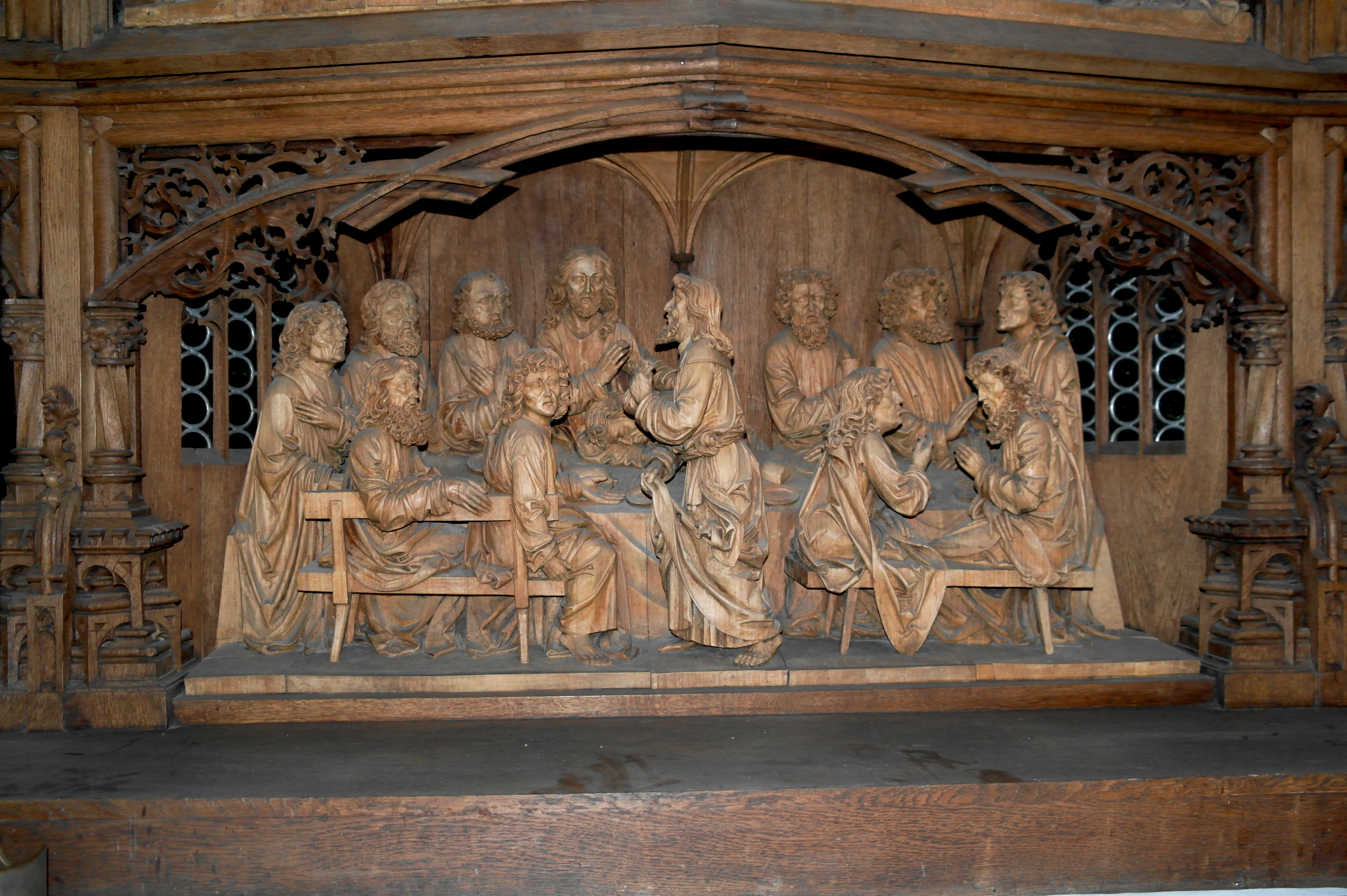
Leonhard Vogt, Letztes Abendmahl (1893), Hochaltar, St. Mang, Kempten

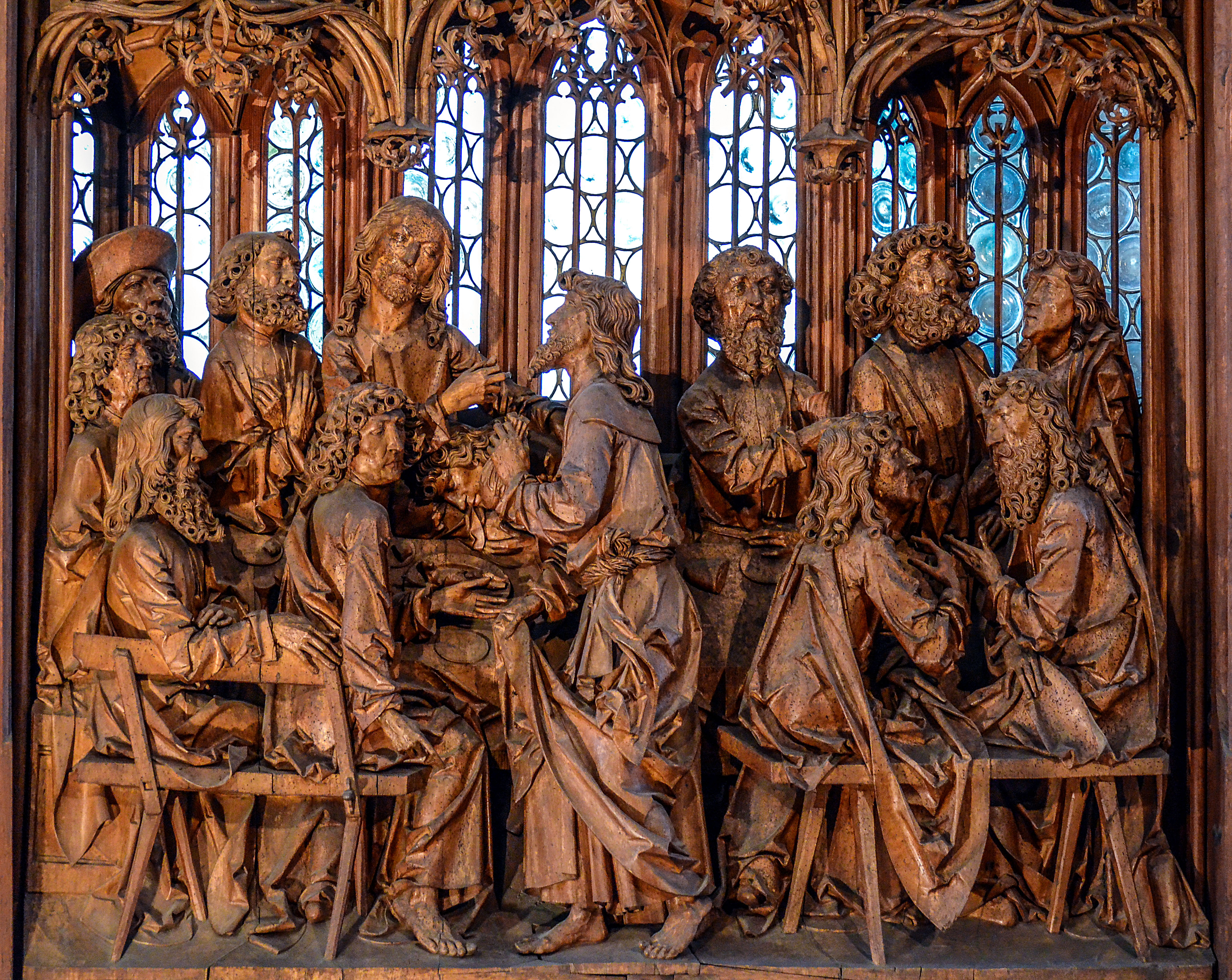
Tilman Riemenschneider, Letztes Abendmahl (1501/1505), Heilig-Blut-Altar, St. Jakob, Rothenburg ob der Tauber

Auch war Vogt als ausführender Handwerker für die Restaurierungsarbeiten zwischen 1880 und 1901 am Chorgestühl der Memminger St. Martinskirche verantwortlich, welches „nächst dem Ulmer und Konstanzer das reichste Gestühl aus spätgotischer Zeit in Süddeutschland“ (Georg Dehio) ist. Dieses Restaurierungsvorhaben, das vom königlichen Generalkonservatorium (dem Vorläufer des heutigen Bayerischen Landesamtes für Denkmalpflege) geleitet wurde und nach heutigen Maßstäben einen äußerst fortschrittlichen Denkmalbegriff vertrat, löste regelrechte Kontroversen unter den wichtigen zeitgenössischen Persönlichkeiten des Münchner Kunst- und Kulturlebens aus. Besonders zwischen Rudolf von Seitz und Georg von Hauberrisser, der die Leitung des Projektes übernahm, entstand eine heftige Debatte um die Frage nach den denkmalpflegerischen Vorgehensweisen bei solch einer Restaurierung.
Jedoch beschränkte sich der Wirkungsraum der Vogt’schen Werkstätte nicht nur auf die Memminger Umgebung. So stammen u. a. der neubarocke Altar und die Kanzel der Pfarrkirche St. Georg in Holzschwang sowie auch der 1898 vollendete, neugotische Hochaltar der evangelischen Stadtpfarrkirche St. Anna in Augsburg von ihm. Vereinzelt lassen sich sogar Werke Vogts in Franken nachweisen. So z. B. eine Kanzel in der Pfarrkirche von Wüstenselbitz von 1901.
Als sein Hauptwerk gilt sicher der Hochaltar der Kemptener Stadtpfarrkirche St. Mang. Dieser wurde nach Entwürfen von J. M. Schmietz, Architekt an der örtlichen Bauleitung von St. Sebald in Nürnberg, ausgeführt. Der neugotische Altar aus massivem Eichenholz enthält mehrere Szenen aus dem Leben Jesu, die alle in Lindenholz gearbeitet wurden. Der Altar hat mehrere spätgotische Schnitzaltäre zum Vorbild. So ist beispielsweise die Abendmahlsszene in der Predella direkt Tilman Riemenschneiders Heilig-Blut-Altar in Rothenburg ob der Tauber entlehnt. Neben diversen Auszeichnungen in Nürnberg und München konnte Vogt mit diesem Werk auch auf der großen Weltausstellung in Chicago, der World’s Columbian Exposition, im Jahr 1893 die Goldmedaille erringen. 1896 wurde der Altar an die Kirchengemeinde St. Mang in Kempten verkauft, wo er sich bis heute befindet.

## Werke (Auswahl)
Die folgende Liste enthält einige Beispiele von sakralen Werken Leonhard Vogts und soll einen repräsentativen Querschnitt durch sein Wirken als Kunstschreiner, Altarbauer und Bildhauer widerspiegeln.
| Bild             | Entstanden | Ort                                     | Objektbeschreibung |
| ---------------- | ---------- | --------------------------------------- | --- |
| (Weitere Bilder) | 1887       | Kinderlehrkirche, Memmingen (Standort)  | Neugotischer Altar aus Eichenholz mit der Figurengruppe Christus segnet die Kinder aus naturbelassenem Lindenholz. |
| (Weitere Bilder) | 1892       | Unser Frauen, Woringen (Standort)       | Neugotischer Altar mit Kreuzigungsgruppe (Christus am Kreuz, Maria und Johannes) flankiert vom hl. Petrus (links) und hl. Paulus (rechts) ohne farbliche Fassung. |
| (Weitere Bilder) | 1893       | St. Mang, Kempten (Standort)            | Neugotischer Hochaltar aus Eichenholz nach dem Vorbild mittelalterlicher Schnitzaltäre (z. B. Heilig-Blut-Altar in Rothenburg ob der Tauber von Tilman Riemenschneider). Im Zentrum des Schreinkastens Szene mit der Passions-Gruppe. In den Retabelflügeln in ikonographischer Reihenfolge die Szenen: Mariä Verkündigung, Geburt Jesu, Einzug Jesu in Jerusalem und Gebet Christi am Ölberg. In der Predella befindet sich die Abendmahls-Szene. Im Gesprenge vier Engel und in der Mitte der Heiland (salvator mundi). Alle Skulpturen sind aus Lindenholz gearbeitet und farblich nicht gefasst. Das Werk wurde nach einem Entwurf des Nürnberger Architekten Jos. M. Schmitz als Ausstellungsstück für die Weltausstellung in Chicago angefertigt. |
| (Weitere Bilder) | 1893       | St. Vitus, Frickenhausen (Standort)     | Neubarocker, farblich gefasster Altar aus Eichenholz. Im Zentrum des Retabels befindet sich der gekreuzigte Jesus Christus, flankiert vom Hl. Petrus (links) und Hl. Paulus (rechts). Hinter dem Kruzifix befindet sich ein vergoldetes Relief mit dem himmlischen Jerusalem. |
| (Weitere Bilder) | 1896       | St. Ursula, Arlesried (Standort)        | Schlichter, farblich gefasster Altar mit Retabel-Kruzifix im Stil der Neugotik. |
| (Weitere Bilder) | 1898       | St. Agatha, Dickenreishausen (Standort) | Neugotischer Altar mit Retabel-Kruzifix. In den Retabelflügeln hl. Petrus (links) und hl. Paulus (rechts). In der Predella befindet sich ein Relief des Lamm Gottes (Agnus Dei). Der Altar und die Skulpturen sind größtenteils farblich gefasst. |